# Bogucice (Lublin)
Pour les articles homonymes, voir Bogucice.
Bogucice (prononciation : [bɔɡuˈt͡ɕit͡sɛ]) est un village polonais de la gmina de Trzeszczany dans le powiat de Hrubieszów de la voïvodie de Lublin dans l'est de la Pologne.

## Histoire
De 1975 à 1998, le village est attaché administrativement à la voïvodie de Zamość.

Depuis 1999, il fait partie de la voïvodie de Lublin.